# Мирко Јевић Мића
Мирко Јевић Мића (1920 — 1996) био је учесник Народноослободилачке борбе и мајор Југословенске народне армије.

## Биографија
Рођен је 10. новембра 1920. у селу Врановина код Босанског Петровца. Потиче из земљорадничке породице.
Почетак Другог светског рата је дочекао у свом крају. Почеле су прве немачке и усташке операције по Грмечу. Занимљиво је из његових прича да је његове другове и њега њихов комшија, домобран - Хрват, спасао логора и вероватне смрти, тако што им је пушком наредио да не смеју да се јаве на позив „ради евидентирања“.
Јевић се прикључује крњеушком партизанском одреду, са којим учествује у многобројним акцијама. Ослободили су прва села и чак непријатељу одузели један топ, пре званичног почетка устанка, на шта су борци били веома поносни да су се први супротставили Немцима и усташком режиму. Борци из тога краја, испод грмечког врха Железника, били су познати по пожртвованости, чојству и јунаштву.
Кад је основана Трећа крајишка бригада, августа 1942. године, Јевић је, истакавши се храброшћу и залагањем, постављен за заменика комесара Друге чете Трећег батаљона а затим постаје обавештајни официр батаљона. Постаје члан КПЈ.
Са својом Трећом крајишком бригадом учествује у Бихаћкој операцији, ослобађању града од усташких и домобранских пукова, након чега се ствара Бихаћка република, велика слободна територија, унутар окупиране Југославије.
Активан је учесник Битке на Неретви. Приликом напада немачких и италијанских јединица на планину Радуш почетком марта 1943. бива рањен, док је његов саборац заменик командира Никола Ступар смртно погођен.
Убрзо се опоравља и прикључује својим друговима, учествује у бици на Сутјесци, за коју касније бива одликован и похваљен од стране маршала Јосипа Броза Тита.
Септембра 1944. године, бригада продире у Србију, дуж Санџака, до Ваљева и Мионице, одакле напредују према Београду.
Јевић учествује у ослобођењу Београда, у коме остаје до краја живота.
После рата добио је чин мајора Југословенске народне армије у резерви. Наставио је службу у Секретаријату (Министарству) унутрашњих послова Србије, добио чин пуковника и обављао многобројне одговорне послове.
Једно време је обављао функцију председника одбојкашког клуба „Железничар” из Београда и био члан управe фудбалског клуба Партизан.
Носилац је многобројних државних и војних признања и одликовања.
Умро је у Београду 1996. године.